# Okrug
Okrugul (în limbile bulgară: окръг; sârbă și rusă: о́круг; ucraineană; oкругa)  este un termen care denumește o anumită unitate administrativă a unor popoare slave din Europa Răsăriteană. Din punct de vedere etimologic, "okrug" este o calchiere a cuvântului german "bezirk", traduse amândouă prin "încercuire".

## Bulgaria
În Bulgaria, okrugurile, traduse prin "districte", "comitat" sau "județ", erau o subdiviziune a  oblastelor care au existat între 1987 și 1999.

## Imperiul Rus
Okrugurile era una dintre subumitățile administrative în Imperiul Rus. Până în 1920, okrugurile s-au menținut ca unități administrative ale ținuturilor/armatelor căzăcești.

## Rusia
În Federația Rusă, "okrugurile" (traduse și ca "districte") denumesc următoarele subdiviziuni administrative:
- Districte/Okruguri federale;
- Districte/Okruguri autonome;
- Districtul/Okrugul Komi-Permiak,un teritoriu cu statut special Ținutul/Kraina Perm.
- Diviziunile administrative a două orașe federale ale Rusiei: 
  - Okrugurile Moscovei – diviziuni administrative de rangul întâi ale capitalei Rusiei;
  - Okrugurile municipale ale Sankt Peterburgului – diviziuni administrative de rangul al doilea.

## Serbia
Republica Serbia este împărțită în 29 okruguri (districte) și un "district oraș" – Belgrad.